# Linqing
Linqing (临清 ; pinyin : Línqīng) est une ville de la province du Shandong en Chine. C'est une ville-district placée sous la juridiction administrative de la ville-préfecture de Liaocheng.

## Démographie
La population du district était de 709 328 habitants en 1999.